# Episodi di Zig & Sharko (terza stagione)
La terza stagione di Zig & Sharko viene trasmessa in Francia su Gulli dal 2 settembre 2019 al 17 aprile 2020 e conta 78 episodi da 7 minuti. In Italia viene trasmessa in prima TV su K2 dal 6 maggio 2019 fino al 21 gennaio 2020. In questa stagione, sono sempre fissi i titoli in inglese.
I titoli degli episodi sono trascritti come compaiono in TV.
| N°       | N°      | Titolo originale            | Titolo tradotto in Italiano   | Titolo utilizzato negli episodi italiani | Prima TV Italia  |
| -------- | ------- | --------------------------- | ----------------------------- | ---------------------------------------- | ---------------- |
| 1 (157)  | 1 (53)  | Bienvenue à Bord            | Benvenuti a bordo             | Welcome On Board                         | 6 maggio 2019    |
| 2 (158)  | 1 (53)  | La Chasse au Trésor         | La caccia al tesoro           | The Treasure Hunt                        | 6 maggio 2019    |
| 3 (159)  | 1 (53)  | Panique à l'infirmerie      | Infermiera Marina             | Nurse Marina                             | 6 maggio 2019    |
| 4 (160)  | 2 (54)  | Fan de Sharko               | Sharko, il mio eroe           | Sharko My Hero                           | 7 maggio 2019    |
| 5 (161)  | 2 (54)  | Les Consignes de Sécurité   | Prima la sicurezza            | Safety First                             | 7 maggio 2019    |
| 6 (162)  | 2 (54)  | Bébé Zig                    | Papà fico                     | Daddy Cool                               | 7 maggio 2019    |
| 7 (163)  | 3 (55)  | La Tempête                  | La tempesta                   | The Storm                                | 8 maggio 2019    |
| 8 (164)  | 3 (55)  | Attrape-moi si tu peux      | Il bluff di un uomo cieco     | Blindman's Bluff                         | 8 maggio 2019    |
| 9 (165)  | 3 (55)  | Zig la Main Verte           | Il giardiniere                | Zig the Gardener                         | 8 maggio 2019    |
| 10 (166) | 4 (56)  | Congelés !                  | Amici gelati                  | Freezing Buddies                         | 9 maggio 2019    |
| 11 (167) | 4 (56)  | Ne Pas Déranger             | Non disturbare                | Do Not Disturb                           | 9 maggio 2019    |
| 12 (168) | 4 (56)  | Sous l'Océan                | Sotto il mare                 | Under the Sea                            | 9 maggio 2019    |
| 13 (169) | 5 (57)  | Le Grand Nettoyage          | Immondizia a bizzeffe         | Garbage Galore                           | 13 maggio 2019   |
| 14 (170) | 5 (57)  | Amitié Glaciale             | Amicizia gelida               | Frosty Friendship                        | 13 maggio 2019   |
| 15 (171) | 5 (57)  | Le Labyrinthe               | Il labirinto                  | The Maze                                 | 13 maggio 2019   |
| 16 (172) | 6 (58)  | Le Persil                   | Il prezzemolo                 | The Parsley                              | 14 maggio 2019   |
| 17 (173) | 6 (58)  | Les Envahisseurs            | Gli invasori                  | The Invaders                             | 14 maggio 2019   |
| 18 (174) | 6 (58)  | Un Ami d'Enfer              | Un inferno di amico           | A Hell of a Friend                       | 14 maggio 2019   |
| 19 (175) | 7 (59)  | Marina, Où Es-Tu ?          | Nascondere e cigolare         | Hide and Squeek                          | 15 maggio 2019   |
| 20 (176) | 7 (59)  | La Folie des Robots         | Mania di robot                | Robot Craze                              | 15 maggio 2019   |
| 21 (177) | 7 (59)  | Amour Viking                | Amore vichingo                | Viking Love                              | 15 maggio 2019   |
| 22 (178) | 8 (60)  | La Natation Synchronisée    | Nuoto sincronizzato           | Synchronized Swimming                    | 4 novembre 2019  |
| 23 (179) | 8 (60)  | Le Bisou                    | Il bacio                      | The Kiss                                 | 4 novembre 2019  |
| 24 (180) | 8 (60)  | Les Vieux Copains           | Vecchi amici                  | Old Buddies                              | 4 novembre 2019  |
| 25 (181) | 9 (61)  | La Grande Lessive           | Immacolata                    | Spotless                                 | 5 novembre 2019  |
| 26 (182) | 9 (61)  | Echoués !                   | Terra!                        | Grounded!                                | 5 novembre 2019  |
| 27 (183) | 9 (61)  | Service Deluxe              | Maggiordomo bionico           | Bionic Butler                            | 5 novembre 2019  |
| 28 (184) | 10 (62) | Opération Père Noël         | Operazione Babbo Natale       | Operation Santa Claus                    | 6 novembre 2019  |
| 29 (185) | 10 (62) | Belle Coquille              | Una bellissima conchiglia     | A Beautifull Shell                       | 6 novembre 2019  |
| 30 (186) | 10 (62) | Farces et attrapes          | I burloni                     | The Pranksters                           | 6 novembre 2019  |
| 31 (187) | 11 (63) | Marina Star du Rock         | Marina Rockstar               | Rockstar Marina                          | 7 novembre 2019  |
| 32 (188) | 11 (63) | Merveilles Virtuelles       | Attrazione virtuale           | Virtual Attraction                       | 7 novembre 2019  |
| 33 (189) | 11 (63) | Star à Bord !               | Una stella a bordo            | A star on board                          | 7 novembre 2019  |
| 34 (190) | 12 (64) | Atchoum                     | Atchoo!                       | Atchoo!                                  | 11 novembre 2019 |
| 35 (191) | 12 (64) | Le Chant des Sirènes        | Le canzoni delle sirene       | The Song of the Sirens                   | 11 novembre 2019 |
| 36 (192) | 12 (64) | Salut l'Artiste             | Tanto di capello all'artista  | Hats Off to the Artist                   | 11 novembre 2019 |
| 37 (193) | 13 (65) | Le Meilleur Ami de Sharko   | Il migliore amico di Sharko   | Sharko's Best Friend                     | 13 novembre 2019 |
| 38 (194) | 13 (65) | Le Festin de Marina         | La festa delle sirene         | The Mermaid's Fest                       | 13 novembre 2019 |
| 39 (195) | 13 (65) | Les Joies de la Gym         | La sessione di fitness        | The Fitness Session                      | 13 novembre 2019 |
| 40 (196) | 14 (66) | La Sieste                   | Il pisolino                   | The Nap                                  | 14 novembre 2019 |
| 41 (197) | 14 (66) | L'Ombre de Zig              | L'ombra di Zig                | Zig's Shadow                             | 14 novembre 2019 |
| 42 (198) | 14 (66) | Une Nouvelle Meilleure Amie | Le migliori amiche            | Best Girlfriends                         | 14 novembre 2019 |
| 43 (199) | 15 (67) | La Sérénade                 | La serenata                   | The serenade                             | 15 novembre 2019 |
| 44 (200) | 15 (67) | Le Plus Beau Plongeon       | Il concorso di immersioni     | The Diving Contest                       | 15 novembre 2019 |
| 45 (201) | 15 (67) | Le ballon perdu             | Una palla a piede libero      | A Ball on the Loose                      | 15 novembre 2019 |
| 46 (202) | 16 (68) | Un Château pour Deux        | Un castello costruito per due | A Castle Built for Two                   | 7 gennaio 2020   |
| 47 (203) | 16 (68) | Mon Ami le Yéti             | Il mio amico Yeti             | My Buddy Bigfoot                         | 7 gennaio 2020   |
| 48 (204) | 16 (68) | Tous à l'Eau                | Affonda o nuota               | Sink or Swim                             | 7 gennaio 2020   |
| 49 (205) | 17 (69) | Un Trésor d'Enfance         | Tesoro di un'infanzia         | Childhood Treasure                       | 8 gennaio 2020   |
| 50 (206) | 17 (69) | Promenade en Ascenseur      | Il viaggio in ascensore       | The Elevator Trip                        | 8 gennaio 2020   |
| 51 (207) | 17 (69) | Jour de Brume               | Giorno nebbioso               | Foggy Day                                | 8 gennaio 2020   |
| 52 (208) | 18 (70) | Téléphonemania              | Telefonomania                 | Mobilemania                              | 9 gennaio 2020   |
| 53 (209) | 18 (70) | Frères Ennemis              | Il bisticcio di un fratello   | A Brother's Tiff                         | 9 gennaio 2020   |
| 54 (210) | 18 (70) | Le Rival                    | Il rivale                     | The Rival                                | 9 gennaio 2020   |
| 55 (211) | 19 (71) | Danse Givrée                | Sharko sul ghiaccio           | Sharko on Ice                            | 10 gennaio 2020  |
| 56 (212) | 19 (71) | La Voyante                  | Il chiaroveggente             | The Clairvoyant                          | 10 gennaio 2020  |
| 57 (213) | 19 (71) | Peau de Banane              | Pelle di Banana               | Banana Peel                              | 10 gennaio 2020  |
| 58 (214) | 20 (72) | Perdus en Mer               | Disperso in mare              | Lost at Sea                              | 13 gennaio 2020  |
| 59 (215) | 20 (72) | Papa Bernie                 | Papà Bernie                   | Daddy Bernie                             | 13 gennaio 2020  |
| 60 (216) | 20 (72) | Perle Rare                  | Una perla per la mia ragazza  | A Pearl for my Girl                      | 13 gennaio 2020  |
| 61 (217) | 21 (73) | L'Oiseau Rare               | L'uccello raro                | The Rare Bird                            | 14 gennaio 2020  |
| 62 (218) | 21 (73) | Un Boucan d'Enfer           | Rumore assordante             | Deafening Noise                          | 14 gennaio 2020  |
| 63 (219) | 21 (73) | Le Mime                     | Il mimo                       | The Mime                                 | 14 gennaio 2020  |
| 64 (220) | 22 (74) | Film au Pôle Nord           | Film del Polo Nord            | North Pole Movie                         | 15 gennaio 2020  |
| 65 (221) | 22 (74) | Le Permis Bateau            | La patente nautica            | The Boating Licence                      | 15 gennaio 2020  |
| 66 (222) | 22 (74) | Un Rêve de Tartes           | Un sogno a torta              | A Pie Dream                              | 15 gennaio 2020  |
| 67 (223) | 23 (75) | Le Passage Piéton           | Il passaggio pedonale         | The Crosswalk                            | 16 gennaio 2020  |
| 68 (224) | 23 (75) | La Grosse Fatigue           | Ben sveglio                   | Wide Awake                               | 16 gennaio 2020  |
| 69 (225) | 23 (75) | Duplicata                   | Repliche                      | Replicas                                 | 16 gennaio 2020  |
| 70 (226) | 24 (76) | Le Bal du Samedi Soir       | Il ballo del sabato sera      | Saturday Night Dance                     | 17 gennaio 2020  |
| 71 (227) | 24 (76) | Game Over                   | Gioco finito                  | Game Over                                | 17 gennaio 2020  |
| 72 (228) | 24 (76) | Cape ou Pas Cape !          | Il potere del mantello        | The Power of the Cape                    | 17 gennaio 2020  |
| 73 (229) | 25 (77) | La Soirée du Capitaine      | La sera del capitano          | The Captain's Evening                    | 20 gennaio 2020  |
| 74 (230) | 25 (77) | La Mâchoire                 | Ganasce meccaniche            | Mechanical Jaws                          | 20 gennaio 2020  |
| 75 (231) | 25 (77) | Un Récit Héroïque           | Una storia eroica             | A Heroic Tale                            | 20 gennaio 2020  |
| 76 (232) | 26 (78) | Le Nuage                    | La Nuvola                     | The Cloud                                | 21 gennaio 2020  |
| 77 (233) | 26 (78) | Titazig                     | Titazig                       | Titazig                                  | 21 gennaio 2020  |
| 78 (234) | 26 (78) | La Visite de Poséidon       | La visita di Poseidone        | Poseidon's Visit                         | 21 gennaio 2020  |